# Morušovník bílý
Morušovník bílý (Morus alba) je menší opadavý strom z čeledi morušovníkovité (Moraceae).
Morušovník bílý je vysoký přibližně 10–15 m. Jeho koruna je poměrně úzká, vysoká a působí křehkým dojmem.

## Popis

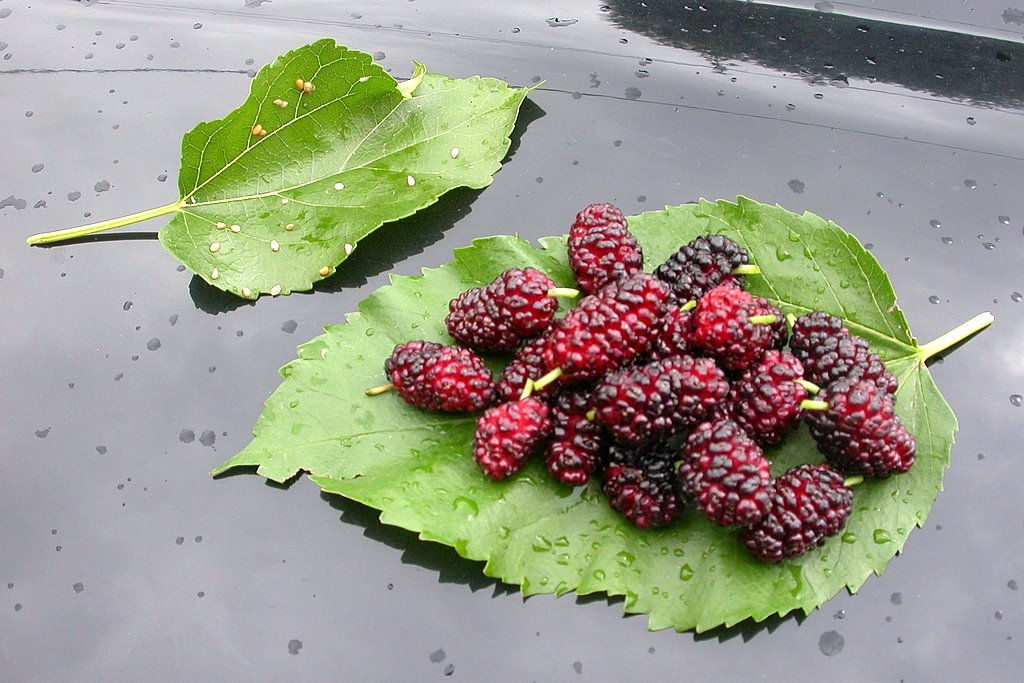
Listy a plody morušovníku bílého

Větve jsou tenké, hladké a velmi křehké. Mladé větvičky jsou na koncích světle zelenavé či žlutohnědé a v některých případech úplně lysé. Nižší větvičky jsou tmavší, tupě hranatě oválné s roztroušenými lenticelami. Starší větvičky černošedé s bílou dření s malými dutinkami. Pupeny jsou 6–10 mm dlouhé se 3–5 pupenovými šupinami, které jsou světle hnědé s tmavým okrajem. Pupeny jsou krátce kuželovité a mírně zploštělé. Na kmenu je v mládí hladká světle hnědá kůra. Borka
je hnědočervenavá nebo zelenavě šedá, podélně rozpukaná. Letorosty má poměrně rovné a slabé, zprvu jemně sametově chlupaté, později olysávající. Listy jsou tenké, vejčité, dlouhé 6–18 cm a široké přibližně 8 cm, nesouměrně dlanitě 3–5 laločnaté,
v obrysu široce vejčité. Na bázi zaokrouhlené nebo šikmo srdčité, zubaté či laločnaté. Listy jsou na líci hladké a leskle zelené. Na rubu pouze na žilnatině pýřité. Listy vykazují Heterofylii, což je schopnost vytvářet na jednom exempláři odlišné tvary a velikosti listů. Palisty kopinaté, opadavé. Řapík je dlouhý kolem 2 cm, silněji chlupatý, na lící žlábkovitě vyhloubený. Listové jizvy jsou na značně vyniklých listových polštářcích. Květenství je jednodomé až dvoudomé v úžlabních vejčitých klasech. Samčí květy jsou ve dlouze stopkatých, světle žlutých jehnědách. Samičí květenství spíše hlávkovité až válcovité a vzpřímené. Blizny jsou lysé, plodenství je 10–25 mm velké, bílozeleně nebo načervenale zbarvené. Plod moruše dozrává v létě, dužnatí a uzavírá drobné nažky, celek je vejčitě válcovité plodenství. Zralá moruše má nažloutlé, jindy fialové až černé zbarvení, zralý plod je především velmi výrazně sladký, s typickou příchutí, podle zralosti a polohy je více či méně aromatický.

## Rozšíření
Morušovník bílý pochází z Číny, ale je už staletí vysazován ve Středozemí nebo v teplejších krajích Střední Evropy.

## Ekologie
Tento strom vyžaduje odvodněnou, dobře úrodnou půdu vystavenou horkému slunci. Jedná se o jeden z nejpozději jarně rašících stromů. Doba květu je v květnu a červnu.

## Význam
Morušovník bílý je krmnou rostlinou housenek nočního motýla bource morušového (Bombyx mori). Ačkoliv imágo tohoto motýla potravu nepřijímá, housenky konzumují velké množství morušovníku. Sklízení listů morušovníku bílého je tradicí převzatou z východní Asie a ještě dnes se provádí ve velkém rozsahu ve Francii. V době druhé světové války měl být chov bource morušového zaveden v Německu. Proto také z této doby pochází vysazování morušovníku bílého ve školních zahradách. Aby se z co možno nejmenší produkční plochy sklidilo co nejvíce listí, tak se stromy často sestřihují, čímž se hustě rozvětví. Chov housenek bource morušového pro výrobu hedvábí z kokonů je v Evropě prokázán od 16. století. Často se také vysazuje v parcích, zahradách, podél cest pro sladkokyselé plodenství.
V Čechách byl chov bource morušového zaveden v 17. století Albrechtem z Valdštejna. Československý hedvábnický průmysl měl v poválečných letech vysokou úroveň. Ročně se dováželo a zpracovávalo až 500 tun surového hedvábí. Roku 1963 bylo naše hedvábnictví zcela zrušeno.

## Toxicita
Celá rostlina kromě zralých plodů obsahuje toxické látky nebezpečné pro lidské zdraví. Konzumace nezralých plodů může podráždit žaludek. Latex vylučovaný rostlinou je dráždivý pro pokožku člověka. Pyl je vysoce alergenní a přispívá k senné rýmě.
Další zdroje podávají jiné údaje o akutní a chronické toxicitě plodů. Zmiňují, že navzdory širokému použití moruší (Morus alba L.) nebylo podle zdroje provedeno žádné systematické hodnocení toxicity plodů moruše. Výsledky testů toxicity neukázaly žádné abnormality a histopatologické změny. Zmiňovány jsou pouze významně odlišné hodnoty glukózy v krvi. Výsledky tedy naznačují, že plody moruše nevyvolávají akutní ani chronickou toxicitu.

## Podobné druhy
Podobným druhem je morušovník černý (Morus nigra), což je teplomilný druh a v České republice se pěstuje zcela výjimečně. Jeho plody se v teplých oblastech Evropy vytvářejí pravidelně a chutnají lépe než plody morušovníku bílého. Plody jsou podobné ostružinám. V místech s horkými léty vyrostou morušovníky černé až v 15 m vysoké stromy.